# Eunidia batesi
Eunidia batesi là một loài bọ cánh cứng trong họ Cerambycidae.